# Famille de Lameth
La famille de Lameth est une famille subsistante de la noblesse française, originaire de Picardie, d'extraction chevaleresque 1302.

## Histoire
La famille a reçu les honneurs de la cour. 
Les frères Lameth se sont distingués au cours de la Révolution française.
La famille a adhéré à l'Association d'entraide de la noblesse française (ANF) en 1970.

## Personnalités
- Augustin Louis Charles de Lameth, (1755-1837), maréchal de camp, député
- Théodore de Lameth (1756-1854), son frère, maréchal de camp, député du Jura puis de la Somme
- Charles Malo de Lameth (1757-1832), son frère, lieutenant général des armées (1814), député de Seine-et-Oise
- Alexandre de Lameth (1760-1829), son frère, député aux États généraux de 1789, lieutenant général des armées (1814), préfet de la Somme, maître des requêtes au Conseil d'État

## Portraits

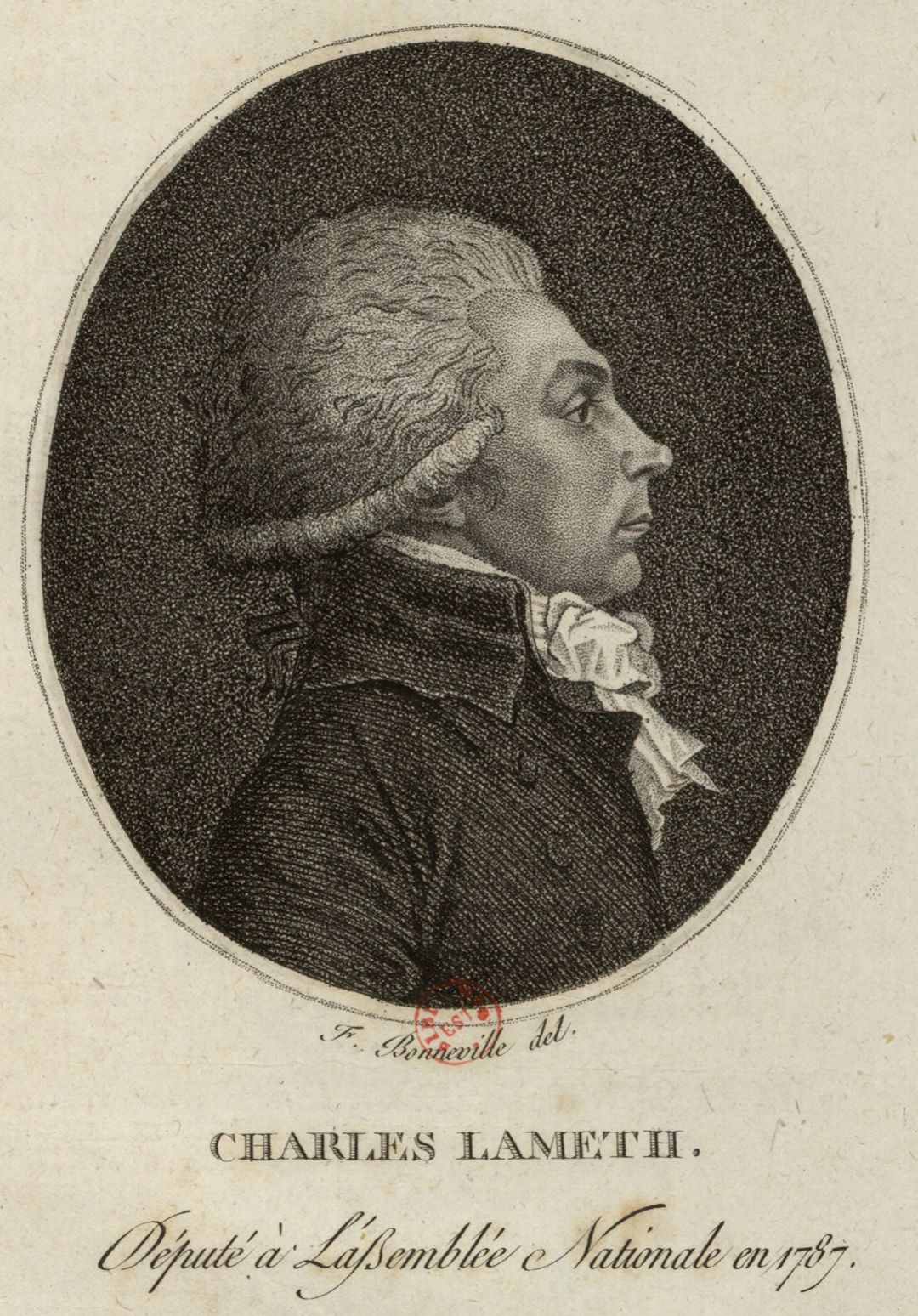
Charles Malo de Lameth (1757-1832)
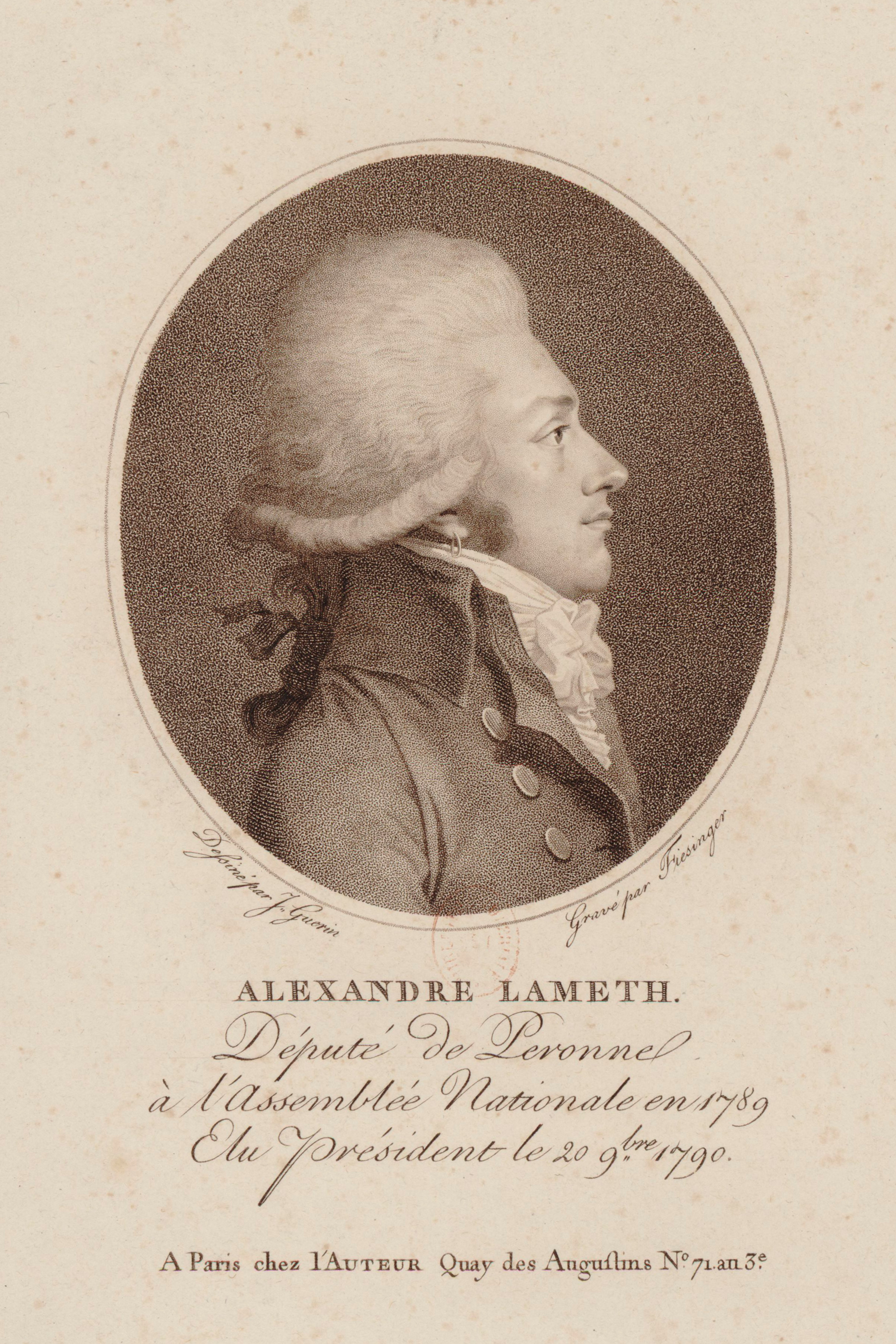
Alexandre de Lameth (1760-1829)

## Demeure
- Château d'Hénencourt

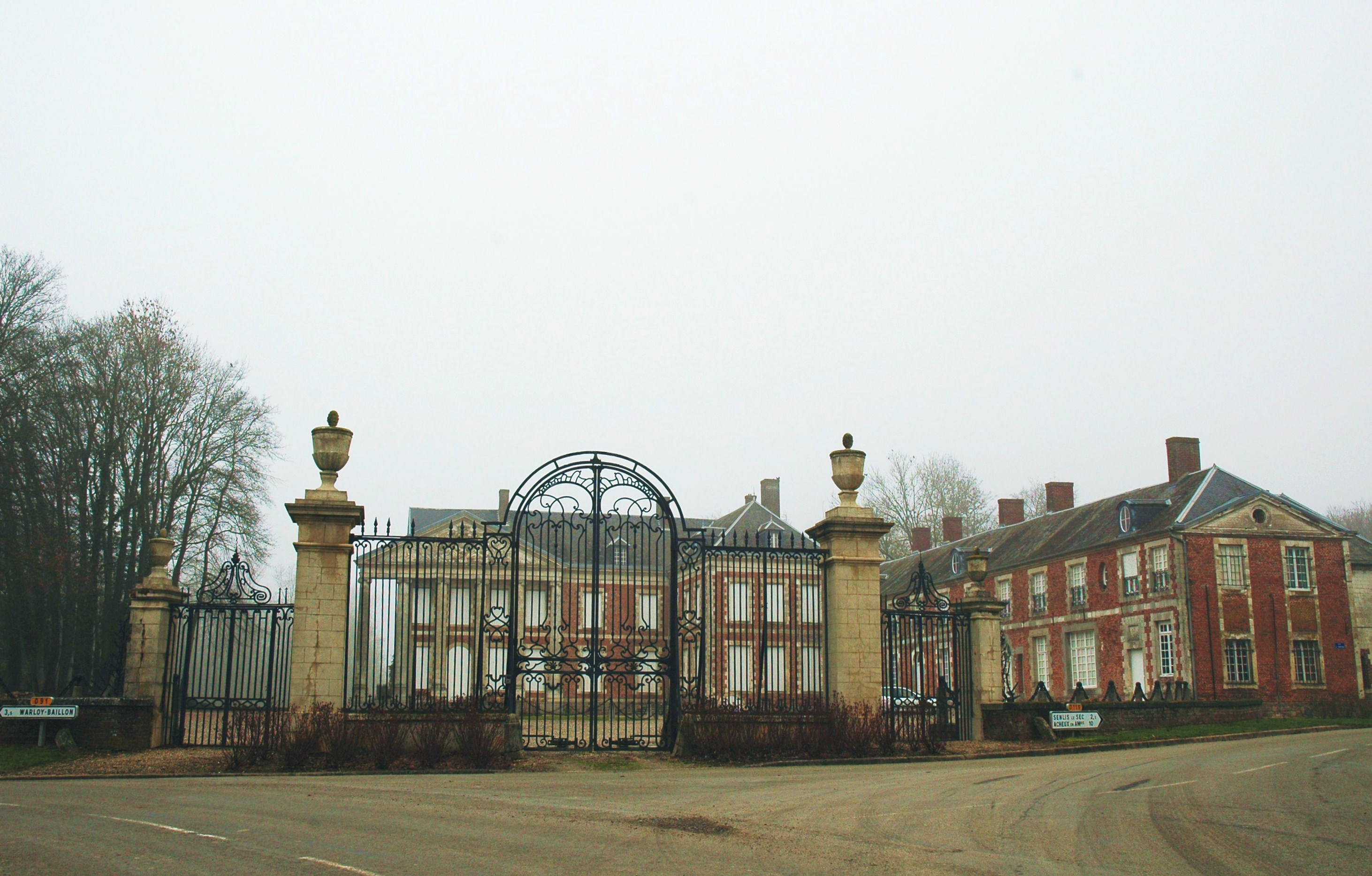
Chateau d'Hénencourt